# Ville de Launceston
La Ville de Launceston (City of Launceston) est une zone d'administration locale de type city au nord de la Tasmanie en Australie. 
C'est la zone d'administration locale la plus peuplée de Tasmanie.